# Pavel Blaramberg
Pavel Ivanovitch Blaramberg (russe : Павел Иванович Бларамберг, 1841-1907) est un compositeur, journaliste et professeur de musique russe.

## Biographie
Pavel Blaramberg est né le 14 septembre 1841 (26 septembre dans le calendrier grégorien) à Orenbourg. Il est le fils du lieutenant-général Johann Blaramberg (ru), célèbre géodésien allemand originaire de Francfort-sur-le-Main. Il fait ses études secondaires au Lycée impérial Alexandre à Saint-Pétersbourg, dont il sort en 1860. Il travaille ensuite au comité statistique central et au département statistique de la Société impériale russe de géographie. Il est au nombre des responsables du premier recensement général à Saint-Pétersbourg et délégué de la Russie au congrès statistique international à La Haye en 1869.
En 1870, il se met en congé, et après un séjour prolongé à l'étranger il s'installe à Moscou. Il dirige pendant longtemps les pages de politique internationale des Nouvelles russes. Il fait en même temps partie, depuis sa création jusqu'en 1898, de l'Institution philharmonique de Moscou, où il est d'abord enseignant, puis professeur de théorie musicale, d'instrumentation et de composition,.
Il pratique en effet la musique depuis l'enfance et a poursuivi cette activité au lycée, où il a commencé à composer et monté un orchestre. Il se forme musicalement avant tout par lui-même, en étudiant des exemples d'œuvres, mais également avec Mili Balakirev, auprès duquel il prend des cours de piano. Sa relation avec Balakakirev et le Groupe des Cinq qui l'entoure n'est pas sans influence sur son œuvre, tout particulièrement dans ses compositions tardives.
Blaramberg fait sa première composition importante avec la musique (ouverture, entracte et chants) écrite pour le drame d'Alexandre Ostrovsky Le Voïvode ((ru) «Воевода» 1865)) ; il écrit ensuite des tableaux musicaux sur le poème de Mikhaïl Lermontov  ((ru) «Демон» (1869)). Lors de son voyage à l'étranger, il compose l'opéra Marie Tudor ((ru) «Мария Бургундская») d'après Victor Hugo. Il est présenté au Théâtre Bolchoï en 1888, mais cependant rapidement retiré du répertoire. Son opéra-comique Le Bouffon ((ru) «Скоморох»), d'après Ostrovsky, n'est pas monté, sauf une fois, dans un spectacle didactique de la Société philharmonique de Moscou (ru) en 1867. L'opéra en un acte La Jeune Sirène ((ru) «Девица-Русалка») sur un sujet d'Adam Mickiewicz est également présenté dans ce même spectacle. Le plus connu de ses opéras, Les Touvains ((ru) «Тувинцы»), sur un sujet d'Otrovsky, est présenté pour la première fois au Théätre Bolchoï de Moscou en 1895, et également en province.
Parmi les autres grandes œuvres de Blaramberg, il faut citer : la Fantaisie pour chant seul, chœurs féminins et orchestre La Libellule ((ru) «Стрекозы» (1879)) ; les tableaux musicaux pour chœurs d'homme et orchestre Sur la Volga ((ru) «На Волге» (1880)) ; le poème symphonique Le Gladiateur mourant ((ru) «Умирающий гладиатор» (1882)), le scherzo pour orchestre, symphonie en si mineur (1886) ; les chœurs а capella, qui ont reçu un prix de la Société impériale de musique, des arrangements pour chœur de chansons populaires, des romances, et d'autres, etc..
Politiquement, il faisait partie de l'intelligentsia libérale. Son étude Censure et Musique ((ru) « Цензура и музыка ») est parue dans le recueil Pour la défense de la parole en 1905.
Les compositions de Blaramberg ont de son vivant rencontré un certain succès auprès du public, mais elles furent rapidement oubliées, et elles ne sont maintenant pratiquement plus exécutées.
Pavel Blaramberg était l'ami de la famille Serov. Son portrait par Valentin Serov, peint en 1888, est réputé extrêmement réussi, et avoir rendu très précisément et très authentiquement la nature de l'âme d'un homme qui, selon les propos d'Igor Grabar était l'un des rares auteurs « à trouver satisfaction dans une exigence excessive vis-à-vis de lui-même ». Il pose également pour le tableau d'Ilia Répine, Ivan le Terrible tue son fils.

Pavel Blaramberg, compositeur et modèle
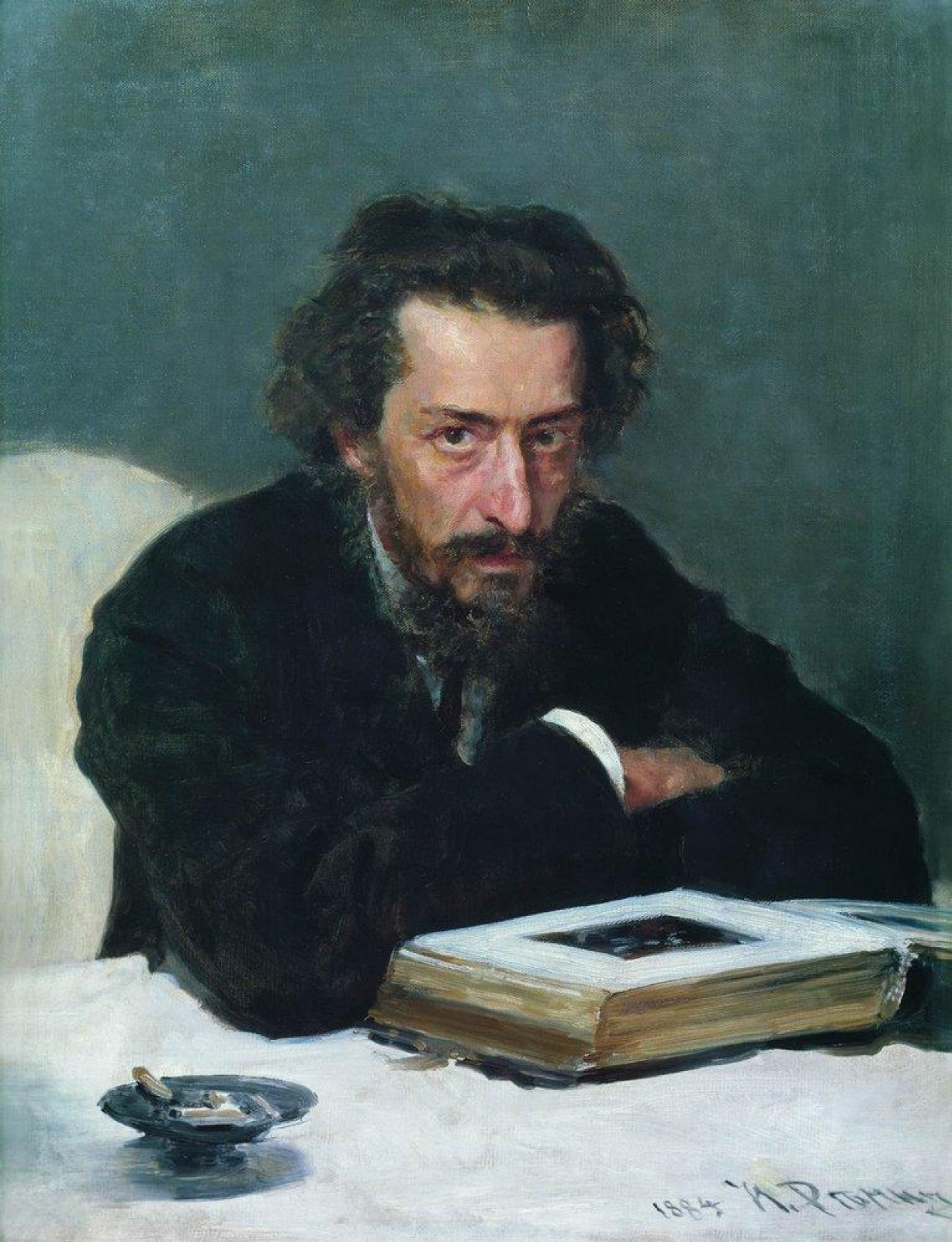
Portrait par Ilia Répine (1884).
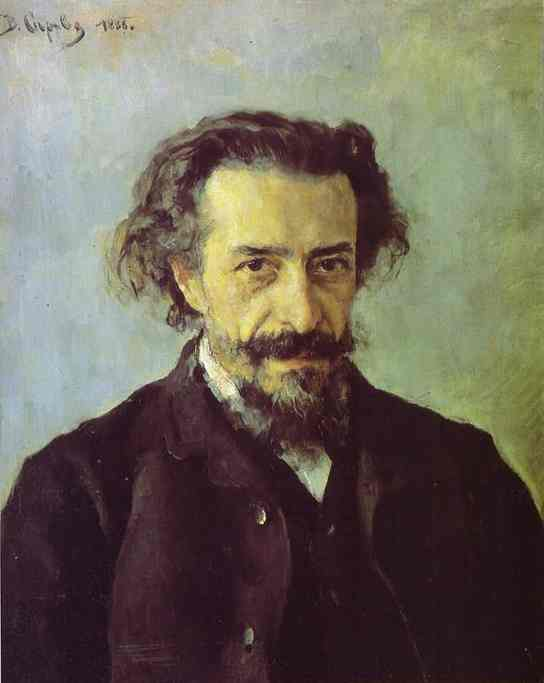
Portrait (esquisse) par Valentin Serov (1888).

À partir de 1898, il s'installe dans sa propriété en Crimée. Il meurt à Nice, le 15 mars 1907.